# Repubblica di Serbia (1990-2006)
Repubblica di Serbia (in serbo-croato: Republika Srbija / Република Србија) è la denominazione che la Serbia ebbe dal 1990 al 2006, in seno alla Repubblica Socialista Federale di Jugoslavia dal 1990 al 1992 e successivamente nell'ambito della Repubblica Federale di Jugoslavia sino al 2003 quando la denominazione dello Stato federale divenne Unione di Serbia e Montenegro.

## Prima costituzione
Nel 1990, dopo il referendum costituzionale, assunse la denominazione di Repubblica di Serbia (Република Србија - Republika Srbija) che mantenne anche dopo il 1992, quando in seguito alle guerre jugoslave lo Stato jugoslavo si dissolse e insieme al Montenegro diede vita a una nuova federazione che prese il nome di Repubblica Federale di Jugoslavia (1992-2003) che a sua volta dal 2003 avrebbe preso il nome di Serbia e Montenegro.

### Rapporti con la Bosnia ed Erzegovina
Il 29 febbraio e il 1º marzo 1992 anche nella Bosnia ed Erzegovina si tenne il referendum sulla secessione dalla Jugoslavia. Il 64% dei cittadini si espresse a favore. I serbi boicottarono però le urne e bloccarono con barricate Sarajevo. Da ciò derivò una guerra civile che devastò il territorio della Bosnia e che ebbe il suo apice nel massacro di Srebrenica, considerato un atto di genocidio dal Tribunale penale internazionale per l'ex-Jugoslavia e dalla Corte internazionale di giustizia, che il governo di Belgrado solo di recente ha condannato. La guerra si concluse ufficialmente con gli Accordi di Dayton.

### Rapporti con le province autonome
Della Repubblica di Serbia facevano parte anche le provincie autonome della Voivodina, con capitale Novi Sad e la Provincia autonoma di Kosovo e Metohija, con capitale Priština, con la zona della Serbia centrale che prese il nome di "Centralna Srbija".
La Provincia autonoma di Kosovo e Metohija dal 1999, in seguito alla guerra del Kosovo, con la Risoluzione 1244 del Consiglio di sicurezza delle Nazioni Unite, è un Protettorato Internazionale UNMIK. Il Kosovo ha poi proclamato unilateralmente la propria indipendenza nel 2008, venendo riconosciuto da circa la metà degli Stati membri ONU. La Serbia continua a considerarlo una provincia secessionista, nonostante gli accordi del 2013 sulla normalizzazione delle relazioni abbiano rilassato l'atmosfera tra i due Paesi.

### Fine nominale della Federazione Jugoslava
Nel 2002 il parlamento federale di Belgrado raggiunse un accordo su una ristrutturazione della Federazione e la Jugoslavia cessava così anche nominalmente di esistere, divenendo il 4 febbraio 2003 Unione di Serbia e Montenegro.

## Ricostituzione come Stato indipendente
La ristrutturazione della federazione non diede i risultati sperati. Nel 2006 il governo montenegrino decise di indire un referendum per l'indipendenza, tenutosi il 21 maggio 2006, in seguito del quale il Montenegro dichiarò l'indipendenza. La Serbia riconobbe il risultato referendario e la federazione venne sciolta consensualmente ed entrambi i Paesi ottennero subito il riconoscimento internazionale.
La neoricostituita Repubblica di Serbia ereditò il seggio all'ONU che era appartenuto alla SRJ prima e all'Unione di Serbia e Montenegro poi. L'Assemblea Nazionale della Serbia approvò il 30 settembre 2006 la nuova Costituzione dello Stato. La Costituzione venne inoltre approvata anche dal referendum popolare tenutosi in Serbia nell'ottobre di quello stesso anno..
La Repubblica di Serbia pertanto si ricostituì di nuovo come Stato sovrano e indipendente dopo aver provato per quasi un secolo esperimenti di federazione e confederazione con gli altri popoli della penisola balcanica.

## Galleria d'immagini

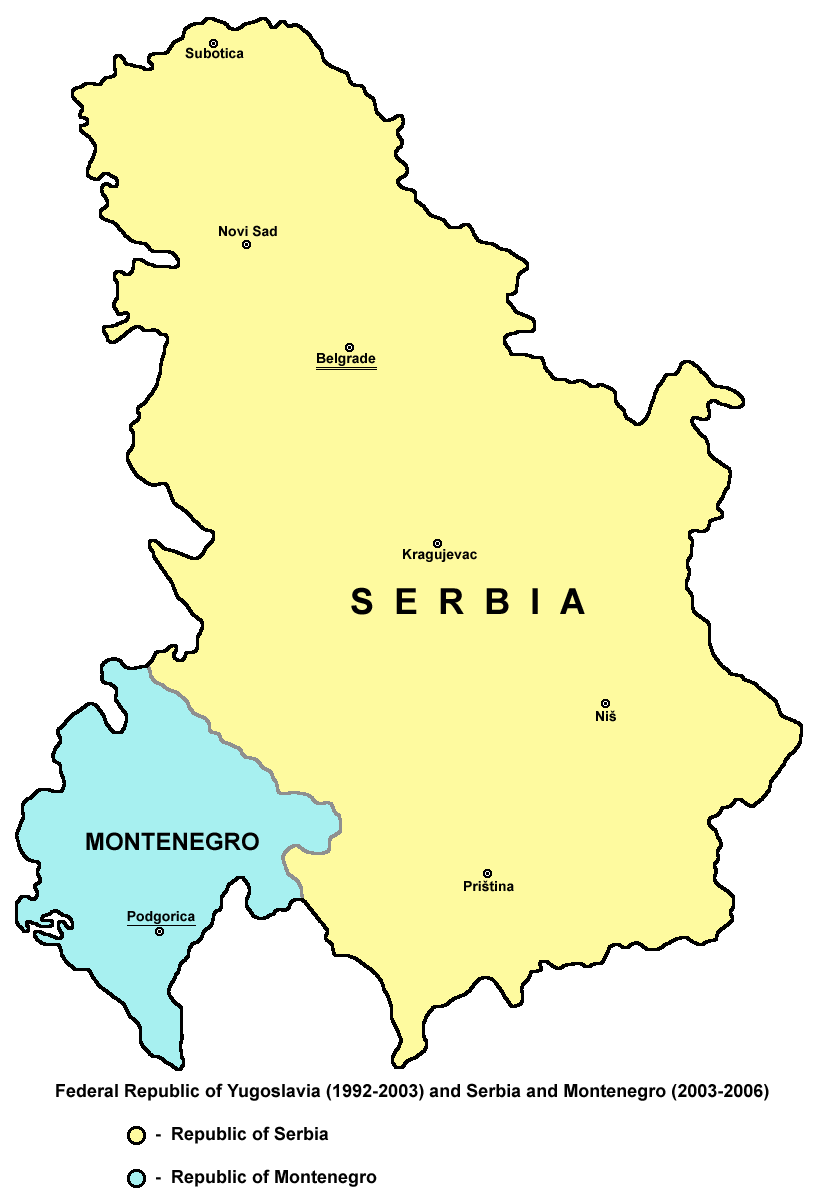
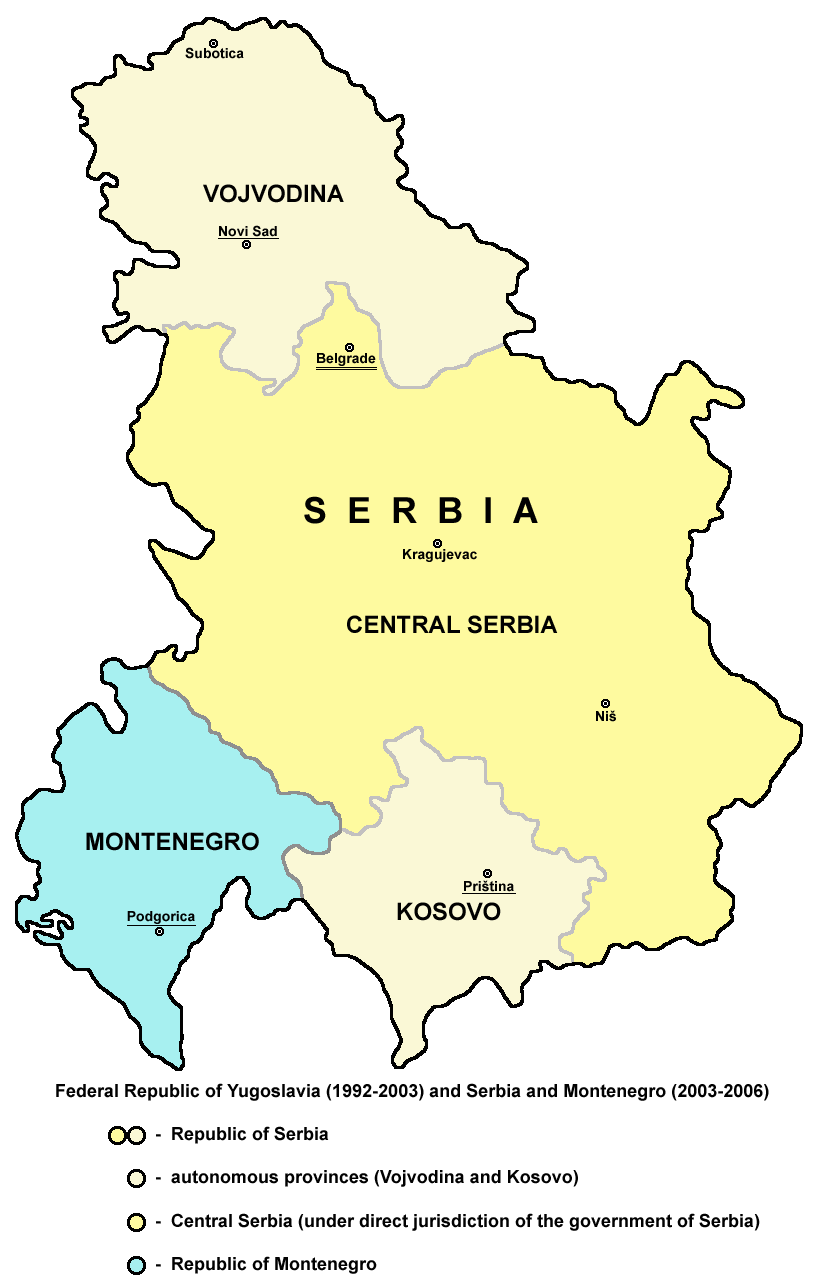